# Chiesa del Corpus Domini (Venezia)
La chiesa ed il convento del Corpus Domini erano un complesso sacro di Venezia, demolito nei primi dell'Ottocento assieme alla vicina sede della confraternita del Corpus Domini, nota anche come Scuola dei Nobili. Sorgeva sull'estrema punta sud-occidentale del sestiere di Cannaregio (un tempo detto Cao de Zirada) vicino alla chiesa di Santa Lucia demolita più tardi anch'essa per lasciare spazio alla stazione ferroviaria.

## Storia
Fu eretta nel 1366 da Lucia Tiepolo, badessa del monastero dei Santi Filippo e Giacomo di Ammiana.
L'origine della chiesa si accompagna con la tradizione parzialmente ammantata di leggenda. Lucia, rampolla della nobile famiglia Tiepolo, fu accolta nel convento agostiniano di Santa Maria degli Angeli a Murano alla giovane età di 11 anni. Dopo 34 anni di vita monacale venne trasferita e nominata badessa del convento dei Santi Filippo e Giacomo di Ammiana del vescovo di Torcello. Qui durante le preghiere notturne si narra che ebbe più volte la visione del Redentore che le indicava di costruire una chiesa dedicata al Corpus Domini nella città di Venezia.
Suor Bartolomea Riccoboni descrisse la visione nella sua Cronaca del Corpus Domini scritta tra il 1397 e il 1436, raccontando che Lucia appisolata vide

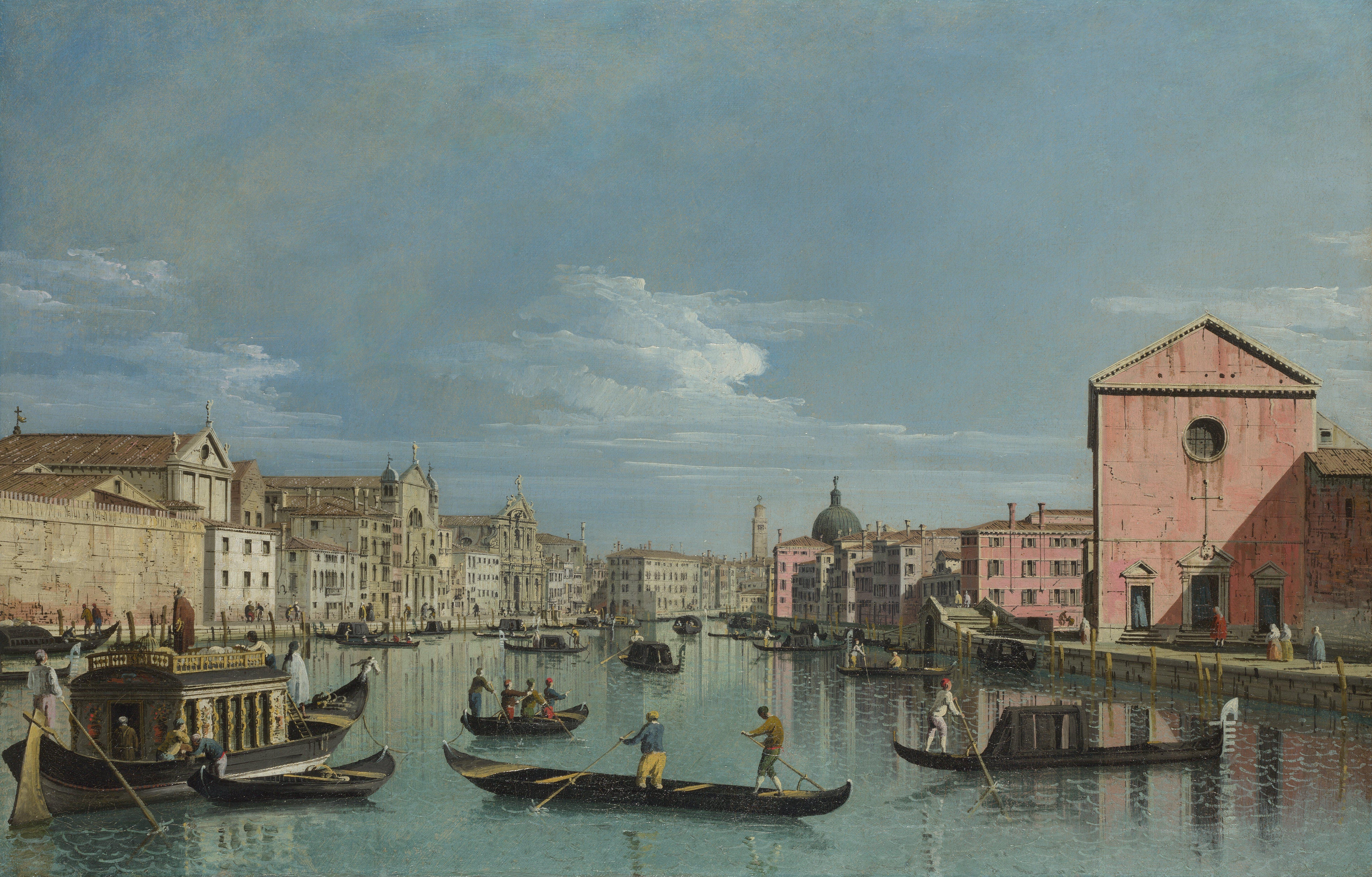
Bernardo Bellotto, Veduta del Canal Grande da Santa Croce verso gli Scalzi, 1738 circa, Londra, National Gallery; sull'estrema sinistra, di scorcio, la sommità della facciata della chiesa del Corpus Domini coronata da tre statue

Dopo questo evento, la badessa si rivolse al patriarca di Grado Francesco Querini e fu autorizzata ad abbandonare Ammiana. Per sei anni visse in una casa privata a Venezia cercando gli aiuti per la sua impresa e quale potesse essere il luogo adatto alla nuova costruzione. Ricevette un appoggio da parte di alcune nobildonne veneziane che però poi si ritirarono per cui oltre al terreno poté acquistare soltanto del legname per costruirne una prima modesta chiesa. Tuttavia sopravvenne l'aiuto del mercante di lana Francesco Rabia che consentì anche la costruzione di sette celle in legno dove Lucia poté ritirarsi con un'altra monaca vestendo l'abito benedettino accompagnate anche da due donne secolari.
Imperversando allora la guerra tra Venezia e Genova, il mercante fece voto di riedificare la chiesa in pietra affinché la Serenissima si salvasse. Tornata la pace il mercante si accinse a sciosgliere il voto con l'aiuto delle sorelle Elisabetta e Andriola Tommasini che desideravano chiudersi in un convento. Queste si erano confidate con il loro confessore Giovanni Dominicii che venuto a conoscenza degli intenti del Rabia consigliò di trasferire il convento all'ordine domenicano. Lucia acconsentì e nel 1393 iniziarono i lavori di ricostruzione. Nel 1394 il vescovo di Caorle, investito dell'autorità di Commissario Apostolico, soppresse l'ordine benedettino in quel convento e vi istituì quello domenicano. Lucia Tiepolo ne divenne priora e Elisabetta Tommasini sua vicaria.

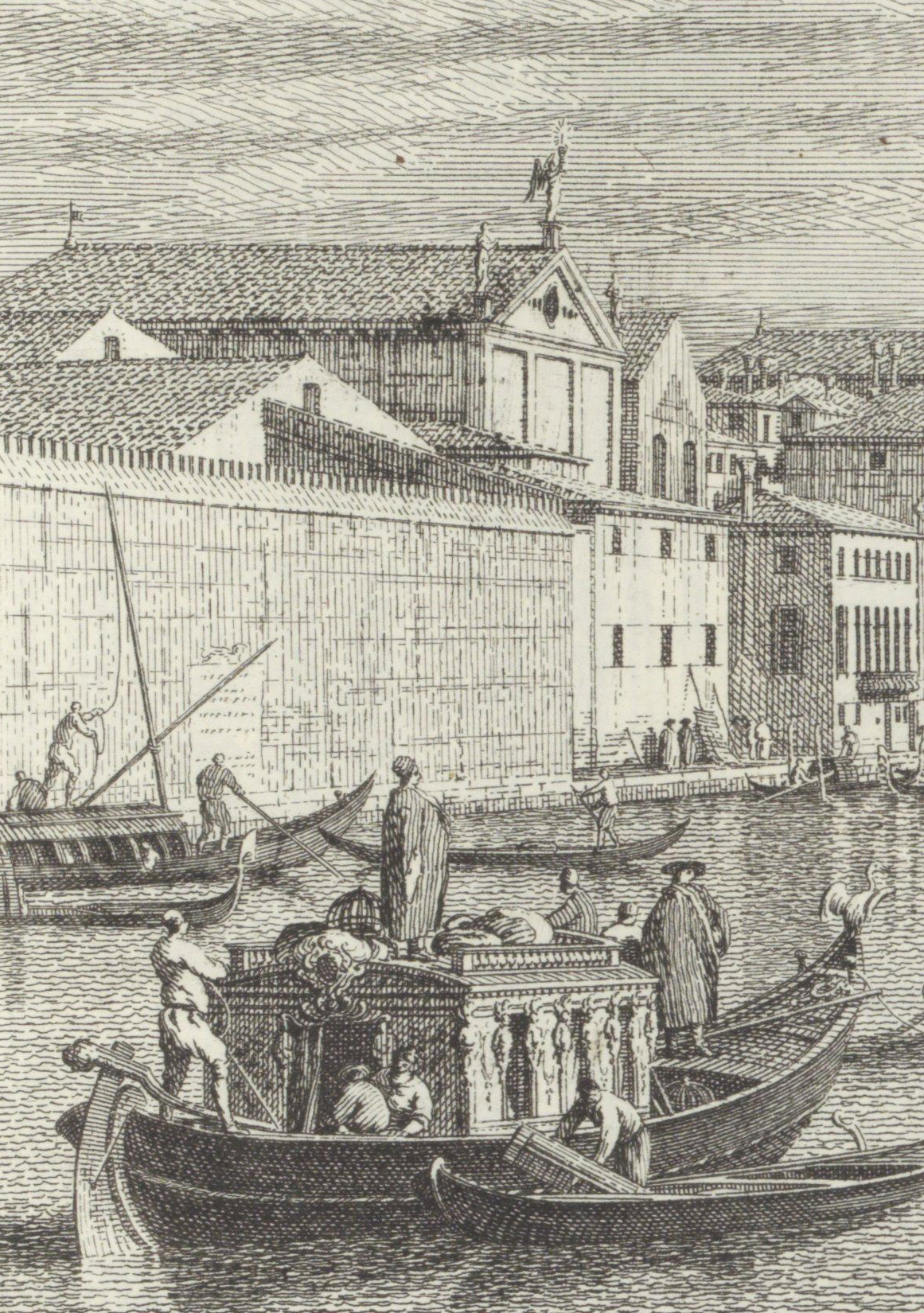
Antonio Visentini, Prospectus ab Aede S. Crucis ad P. P. Discalceatos, 1742, acquaforte, particolare con la chiesa e la scuola del Corpus Domini

Nel 1395 le monache ottennero dal Consiglio dei X l'autorizzazione ad istituire una Scuola del Corpus Domini prima confraternita, non solo a Venezia, dedicata al Santissimo Sacramento. Il primo "priore" della scuola fu Giovanni Dominici. Nel 1544-1545 la scuola risulta governata d un “Corpo dei Nobili" che avevano una parte rilevante nella annuale festa del Corpus Domini istituita nel 1407 dalla Repubblica, culto già adottato istituzionalmente nel 1295. La celebrazione del Corpus Domini, infatti, era stata adottata a Venezia, i seguito alla sua istituzione nel 1264 da parte di Urbano IV, come precetto dal Maggior Consiglio nel 1295 ed assunse una grande rilevanza nei rituali repubblicani con l'istituzione di una solenne processione nel 1407.
Nel 1410 a causa di una tromba d'aria il campanile crollo danneggiando la chiesa ed il convento. Per andare incontro alle difficoltà delle monache Martino V nel 1427 dispose delle indulgenze a chi le soccorresse con elemosine. Nel 1436 Tommaso Tommasini, vescovo di Feltre, fratello di Elisabetta e Andriola, finanziò un'infermeria da costruirsi accanto al convento, impresa finanziata anche dalla nobildonna Cristina, vedova di Gregorio Morosini con 1000 ducati. Poi, nel 1440, Tommasini assieme a Fantin Dandolo, già senatore veneziano e almeno dal 1437 prelato, decisero di ampliare la chiesa che venne consacrata nel 1444 da Lorenzo Giustiniani, primo patriarca di Venezia.
Nel 1476 alcune suore servite chiesero la giurisdizione della chiesa di Santa Lucia dove si conservava il corpo della martire e costruirvi accanto il proprio convento. Questo privilegio era già stato concesso da Eugenio IV al monastero del Corpus Domini nel 1444, ma la condizioni attuali volgevano a favore delle servite. Fu così che le domenicane decisero di trafugare la reliquia portandola nottetempo nel proprio convento. Si creò cosi un caso critico con minacce di scomunica da parte delle autorità ecclesiastiche e il senato veneziano costretto ad inviare le guardie attorno al cenobio. Le monache cedettero solo dopo che il Consiglio dei X decise di far murare tutte le porte del complesso in modo che nessuno potesse entrare o uscire. Da allora fino al 1860 quando la chiesa di Santa Lucia fu demolita il corpo della santa tornò a riposare nel proprio tempio. Come pegno per la cessione le domenicane ottennero che le servite pagassero loro annualmente una retta.

Dal 1534 Clemente VII dispose la dipendenza del monastero direttamente alla Santa Sede tramite il nunzio apostolico in Venezia, anziché all'ordine dei predicatori. Tale controllo fu trasferito da Pio IV ai patriarchi di Venezia nel 1560.

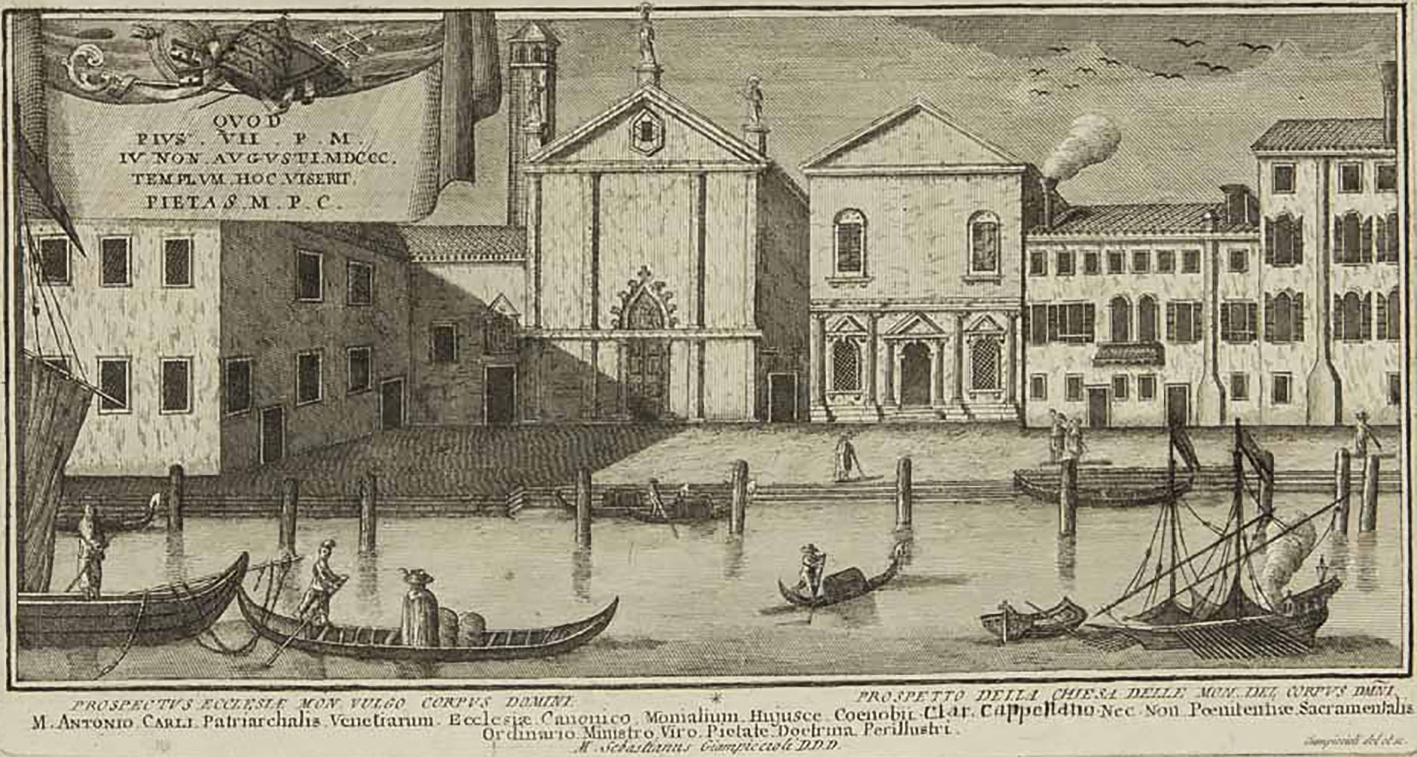
Sebasiano Giampiccoli, Chiesa, Convento e Scuola del Corpus Domini, fine XVIII inizio XIX secolo, acquaforte

 Con il decreto n.160 del 28 luglio 1806 del Regno Italico Napoleone estendese il provvedimento dell'anno precedente sulla riorganizzazione degli ordini religiosi anche alle province venete da poco riconquistate: fatti salvi quelli dedicati all'insegnamento e all'assistenza tutti gli altri "stabilimenti" dovevano essere demanializzati e frati monache che li abitavano concentrati in un numero esiguo di conventi del medesimo ordine.

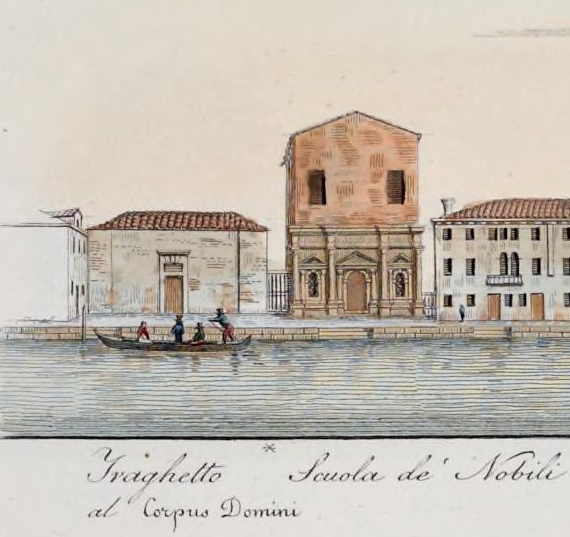
Dinisio Moretti, Il Canal Grande di Venezia, 1831, particolare della tavola 21; al momento di questo rilievo un capannone ha sostituito la chiesa mentre la Scuola verrà demolita alcuni anni dopo

Questa prima spallata ai religiosi portò alla concentrazione nel Corpus Domini anche delle monache di Santa Maria del Rosario e di quelle del Santo Sepolcro. Cresciuto così di 25 anime il numero di suore nel convento con nuove necessitò di spazi l'allora priora ritenne di poter richiedere, nel 1808, la restituzione di due locali del convento che il precedente occupante austriaco aveva trasformato in deposito di granaglie. L'autorizzazione fu concessa ma quella che sembrava una situazione ormai stabilizzata durò ben poco.
Due anni dopo l'inasprimento delle leggi del regno sugli ordini religiosi portò alla loro soppressione e alla forzata secolarizzazione dei loro membri e tutti gli insediamenti residui vennero demanializzati. Fu così che chiesa e convento del Corpus Domini vennero chiusi nel 1810 e successivamente completamente spogliate e rapidamente demolite: Moschini nella sua Guida per la città di Venezia del 1815 può soltanto malinconicamente rilevare che gli edifici già ricchi di pitture e sculture erano «ormai quasi atterrati».
Gli edifici vennero definitivamente abbattuti con la costruzione della stazione ferroviaria negli anni '40 dell'Ottocento. Oggi sul sito del convento sorge un complesso edilizio novecentesco che, già sede degli uffici compartimentali delle Ferrovie dello Stato, nel 2007 è stato acquistato dalla Regione del Veneto.

## Descrizione
Confrontando la veduta di de' Barbari e l'incisione settecentesca di Giampiccoli si può notare che la chiesa ebbe qualche nei secoli successivi al XVº qualche modifica sulla facciata esterna. La struttura rimase sempre a capanna ma venne rimodernato eliminando il rosone e le finestre laterali e i tipici archetti pensili che la bordavano, le tre gugliette vennero sostituite da tre statue ed il timpano, su cui era stato aperto un oculo ottagonale, venne marcato da un cornicione. Restava soltanto il portale gotico contornato da fiammeggiature attorno lunetta inflessa. Rimangono alcune conferme, solo sulla sistemazione della parte superiore in uno schizzo del Canaletto alle Gallerie dell'Accademia e un più elaborato disegno del Castello di Windsor, da quest'ultimo derivano un'incisione del Visentini e la tela del Bellotto alla National Gallery. Da notare che il puntiglioso Visentini descrive la statua al vertice del timpano come un angelo reggente un ostensorio.
Nel rilievo catastale napoleonico eseguito nel 1808, poco prima della demolizione del complesso, ci rivela che la pianta rettangolare era conclusa dalla piccola sporgenza absidale semicircolare e dietro a questa, con orientamenti opposto, risulta mappata una ulteriore piccola chiesa, probabilmente la chiesa originaria del 1393, riservata esclusivamente alle monache.

### Interno
Soprattutto l'interno fu oggetto di continue migliorie durante, grazie alle iniziative di ricchi devoti e delle sorelle stesse di provenienza aristocratica, i tre secoli e mezzo di vita dell'edificio ma rimase sempre ad un'unica navata. Molte delle opere contenute sono andate perdute dopo la requisizione napoleonica, alcune invece sono state ricollocate in altre chiese o conservate nei musei. L'aula e il presbiterio accoglievano nove altari, talvolta alternati da ulteriori dipinti.

Sopra la porta principale era il seicentesco monumento funebre (tra il 1656 e il 1664) di Agostino e Marco Gradenigo, patriarchi di Aquileia, cui più tardi risultava aggiunto il nipote Daniele; secondo la stima della Direzione Dipartimentale del 18 settembre 1810, si trattava di un mausoleo con lo stemma della famiglia e sette statue, sostenuto da quattro colonne di marmo nero alte circa 3,5 metri. L'imponente struttura dai modi longheniani, supposti in base alle richieste dei committenti ma tra i documenti non ne sono stati rintracciati che ne attestino gli artefici, potrebbe essere stato il prototipo da cui derivò il Monumento Pesaro ai Frari, Ai fianchi del monumento erano due tele del primo Settecento: il Miracolo di San Domenico, che risana Napoleone Orsini caduto da cavallo di Gregorio Lazzarini e un San Domenico di Francesco Pittoni. Del quadro del Pittoni, nominato solo dallo Zanetti, non rimane altra traccia, mentre quello del Lazzarini fu dapprima lasciato in deposito alla chiesa di Sant'Orso a Santorso, ritirato dalle Gallerie dell'Accademia fu affidato al duomo di Belluno nel 1890 circa, e qui ancora si trova nel presbitero. Al di sopra del monumento era la grande tela (400x1400 cm) di Antonio Molinari che, sviluppata orizzontalmente, rappresenta il Trasporto dell'Arca dell'Alleanza (1694-1695) in cui il pittore abbandonava i toni tenebrosi per esprimersi con luminosi colori nello spazio aperto. L'opera trasportata alla Biblioteca Marciana, dopo il crollo del campanile nel 1902, fu lasciata in deposito alla chiesa di Santa Maria degli Angeli di Murano dove tuttora si trova. 

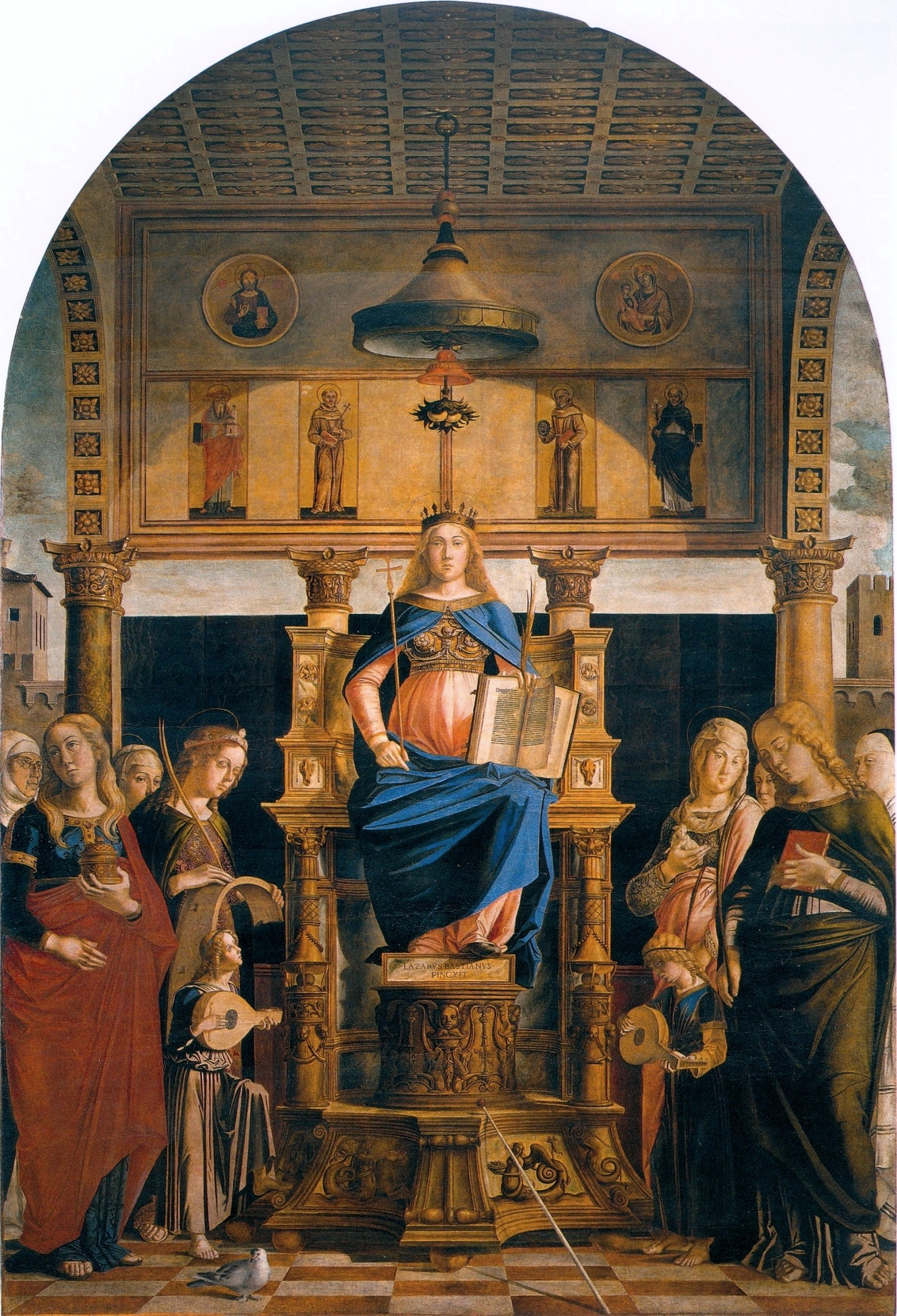
Lazzaro Bastiani, Santa Veneranda in trono tra sante e angeli musicanti, 1490 circa, tempera su tavola, 325 x 217 cm, Venezia, Gallerie dell'Accademia

Sul primo altare a destra era la Pala di Santa Veneranda di Lazzaro Bastiani. La motivazione del raro soggetto deriva dal fatto che nella chiesa era conservata una reliquia della santa (una mano) ma anche delle altre sante che la circondano erano conservate qui alcune reliquie o erano soggette di particolare devozione locale. Sono quasi tutte riconoscibili grazie agli attributi tradizionali: alla destra del trono è Agnese con l'agnello e la fogli di palma simbolo del martirio, Lucia con lo sguardo abbassato il libro e la palma, Chiara con l'abito francescano; a sinistra è Caterina incoronata con la ruota del supplizio e la palma e Maddalena con la pisside degli unguenti, anche di questa santa era conservata una reliquia. In ogni caso la scelta dei rappresentati unisce le richieste dei committenti (i Contarini, sepolti ai piedi dell'altare) alla celebrazione del convento: Lucia era l'eponima della Tiepolo che ne era stata la fondatrice e nel giorno in cui si celebra Agnese Bonifacio IX autorizzò la costituzione del convento domenicano. I santi dipinti nel fregio sopra il trono alludono alle due salme ricordate nella lapide, Bernardo e Domenico, a questi sono aggiunti i santi onomastici di Girolamo, un fratello, e di Francesco, il padre. Inoltre anche la rappresentazione di Chiara, eponima della madre di questi Contarini, porta alla presenza di tre santi francescani. Presenza un po' sbilanciata per un convento domenicano se non si considerano i desiderata dei committenti. Dopo la requisizione, la pala sottoposta all'esame dei commissari della Pinacoteca di Brera Andrea Appiani e Ignazio Fumagalli non fu scelta benché Pietro Edwards l'avesse raccomandata per la «Collezione Reale«. Rimase così nel deposito demaniale di San Giovanni Evangelista fino al 1838 quando venne spedita all'Accademia di Vienna. Fece ritorno a Venezia solo nel 1919. 

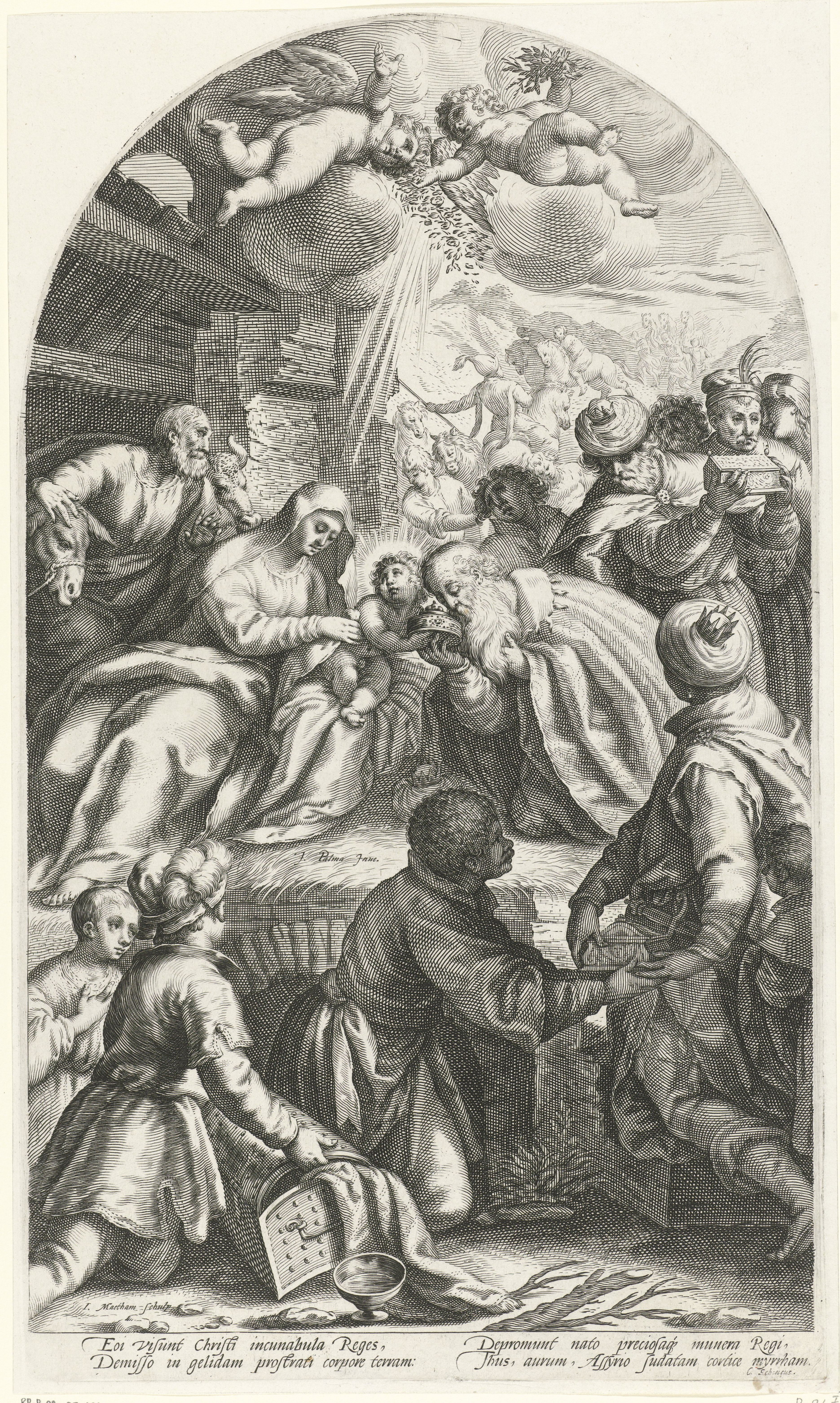
Jacob Matham da Jacopo Palma il Giovane, Adorazione dei Magi, 1592/1596, acquaforte

Sull'altare successivo era la pala dell'Adorazione dei Magi di Palma il Giovane. Fu particolarmente lodata dai contemporanei a partire da Martinioni; «dipinta con tanto studio da Iacopo Palma, che per la sua Eccellenza è fiata posta in istampa». La stampa viene ricordata anche dal Ridolfi ma è Zanetti nel 1771 dopo averla la ricordat come «assai lodata» e postilla anche il nome dell'incisore «La tavola con la visita de' Re Maggi ch'è nella Chiesa del Corpus Domìni, è intagliata da Jac[cob] Matham».
Di fatto l'incisione è l'unica memoria che ci rimane dell'opera perché la tela consegnata a Brera nel 1811 fu trasferita nella nuova parrocchiale di Morazzone nel 1821 e qui se ne persero le tracce.

L'altare che la conteneva era stato costruito alla fine del Cinquecento da Giorgio Querini, una datazione a prima del 1590 è suggerita sia da questa data che era incisa sulla predella sia dal testamento di questi del 1602. Infatti viene nominato per la prima nelle correzioni a Sansovino pubblicate da Giovanni Stringa nel 1604: «Vi è finalmente di nuovo fabricato un'assai bello, e ricco altare con fregi e ornamenti vaghissimi, e di assai spesa da Giorgio Quirino«. 

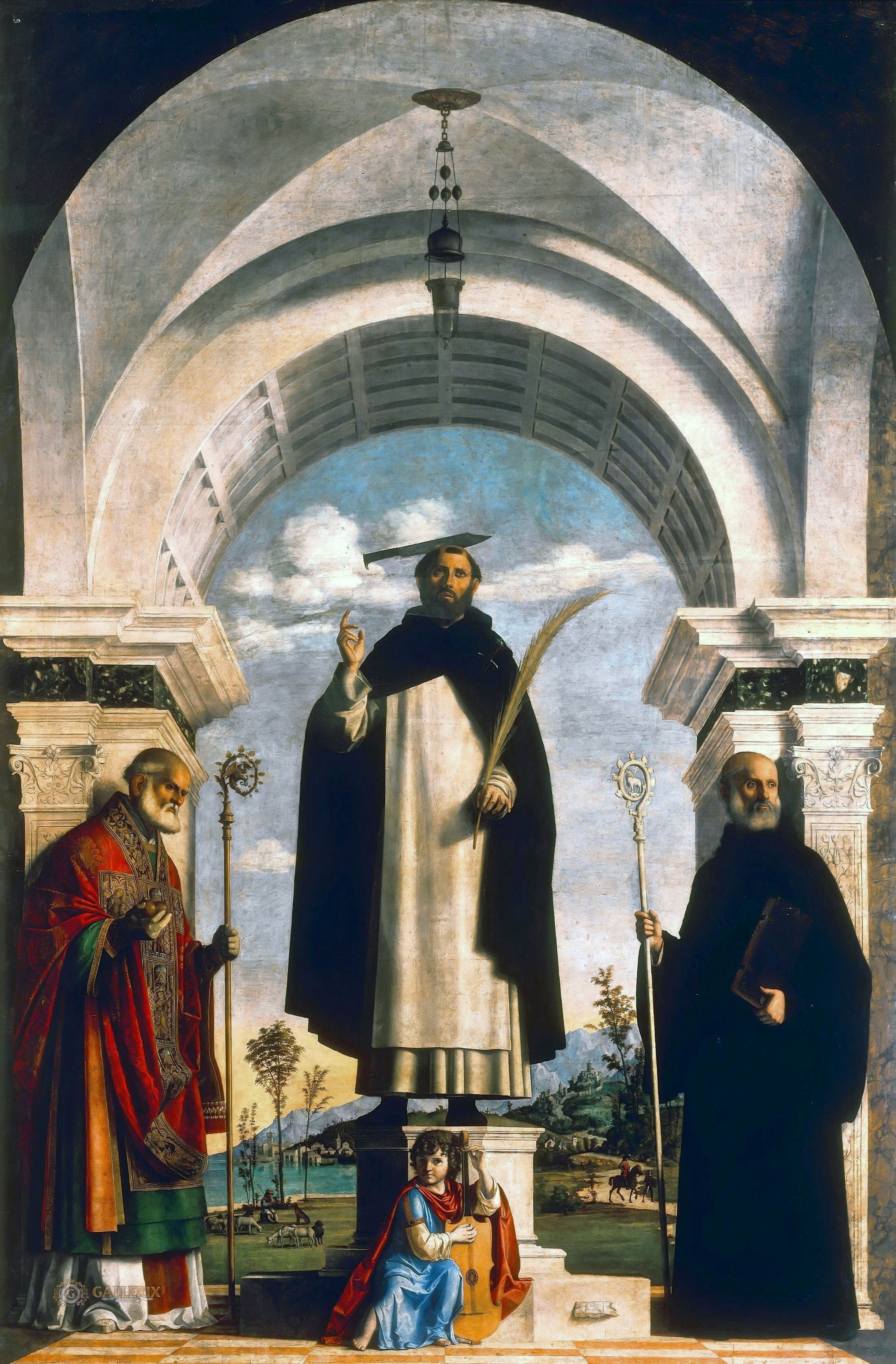
Cima da Conegliano, San Pietro martire tra i santi Nicolò e Benedetto, 1505/1506, olio su tavola, 330×216 cm, Milano, Pinacoteca di Brera

Sul terzo altare a destra era la pala di Cima da Conegliano del 1505/06 rappresentante San Pietro martire tra i santi Nicolò e Benedetto. Zanetti osservava nel 1733 quanto la tavola apparisse luminosa rispetto ad altri dipinti della chiesa che, sebbene ben più recenti, il tempo le aveva rese «incomparabilmente più nere, e sporche».
La pala risulta ancora particolarmente luminosa se da una parte rimanda nella struttura compositiva a Giovanni Bellini, e specialmente nella figura del martire Pietro pare esemplata su quella della tavola del Giambellino ora alla Pinacoteca di Bari, nel paesaggio di sfondo richiama precoci echi giorgioneschi. Benedetto Carlone, un ricco mercante di spezie già guardian grande della Scuola della Carità, dispose nel suo testamento di essere sepolto accanto al padre Nicolò ai piedi dell'altare di San Pietro martire. Commissionò anche la tavola su cui doveva essere rappresentato il dedicatario dell'altare e i due santi eponimi del padre e proprio. La richiesta di inserire una Madonna nel cielo fu poi ignorata dal Cima. La pala fu scelta dai commissari Appiani e Fumagalli e giunse a Brera nel 1811, dove è ancora oggi esposta.
Ai lati del quarto altare, detto del Crocifisso, erano i due comparti delle tele di Sebastiano Ricci che da una parte rappresentavano la Comunione degli Apostoli, dall'altra la Stanza della Cena.
Si trattava di una originale rappresentazione dell'Ultima Cena che Ricci aveva dovuto spezzare in due per ragioni di spazio: «nell'uno evvi la communtone degl'Apoftoti nell'altro, è rappresentata la stanza della cena con una scala, che ivi conduce nella qual stanza veggonsi alcuni Apostoli, che si levano, ed' alcuni serventi, che sparecchiavano le tavole: opera bella, e bizzaro ritrovato di Sebastiano Ricci». È rilevante anche il fatto che Ricci dovette impostare la Comunione in verticale e la Stanza in orizzontale in quanto doveva essere sistemata sopra la porta verso la calle. Le due tele furono probabilmente eseguite in tempi diversi tra il 1704 (quando il periodico Pallade Veneta ne annunciava l'imminente esposizione nella chiesa) e il secondo decennio del Settecento. Disgraziatamente i due dipinti risultano perduti perché dopo diversi pareri favorevoli al restauro e alla loro esposizione nel museo fu deciso di mettere all'asta nel 1855 la Comunione e la cena venne invece venduta direttamente ad un antiquario nel 1867 e da allora se sono perse le tracce. Rimangono però un bozzettino della Comunione in una collezione privata e qualche disegno preparatorio. Oltre a questi originali rimangono le copie che Fragonard disegnò e le acqueforti che il Saint-Non ne ricavò.

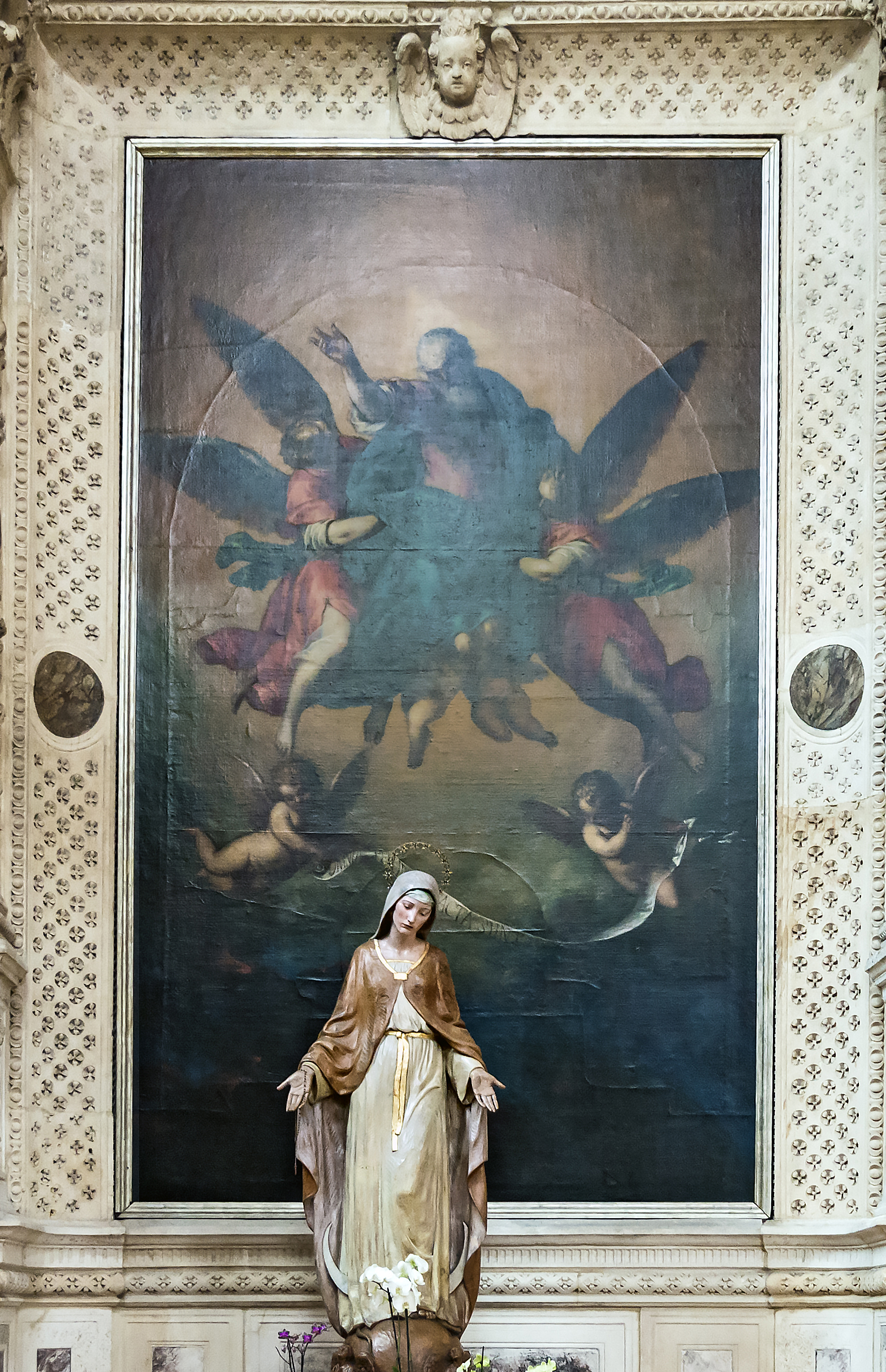
Matteo Ingoli, Padre Eterno in gloria, inizio XVII secolo, olio su tela, Vicenza, chiesa di San Lorenzo

L'altare maggiore era ornato dalla pala di Matteo Ingoli Padre eterno in gloria. Fu realizzata agli inizi del Seicento in occasione del rifacimento dell'altare che la relazione della visita pastorale del 1595 aveva imposto di sistemare. La prima sommaria citazione risale a Boschini nel 1664: «con il Padre Eterno e alcuni angeli e angeletti». L'opera, assegnata all'Accademia dopo la requisizione, rimase nei depositi del demanio fino al 1838 quando fu ceduta alla chiesa di San Lorenzo a Vicenza. Il dipinto, realizzato nei modi del Palma e con una vivace cromia d'ispirazione cinquecentesca, fu restaurato e ampliato per adattarlo all'altare della famiglia Piovene; vi furono anche aggiunti i due putti che reggono un nastro con la scriita «Omnia per ipsum facta sunt».

Nel presbiterio erano presenti anche quattro tele di Bartolomeo Scaligero. Due più grandi erano alle pareti (la Moltiplicazione dei pani e dei pesci e le Nozze di Cana) e altre due erano collocate sopra le porte (Cristo e la Samaritana e un'altra non meglio descritta Storia di Cristo).Tutte queste opera andarono perdute al momento della soppressione.

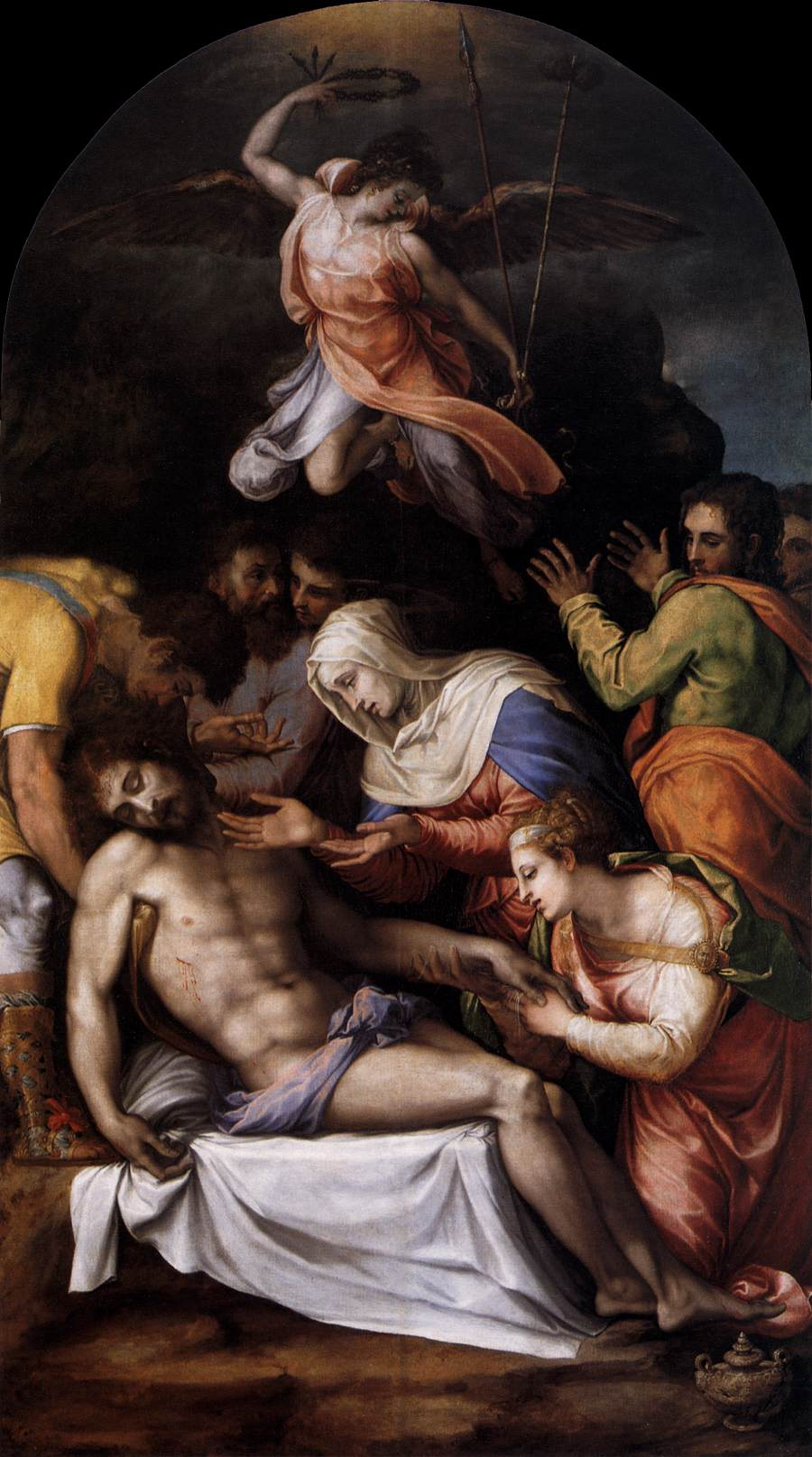
Francesco Salviati, Compianto sul Cristo deposto dalla croce, 1539-1540, olio su tela,322 x 193 cm, Milano, Pinacoteca di Brera

Il lato sinistro della chiesa risultava più affollato di dipinti.
Proseguendo dalla cappella maggiore verso l'uscita c'era pala di Francesco Salviati Compianto sul Cristo morto eseguita tra il 1539 e il 1540, probabilmente in collaborazione con il suo aiutante Giuseppe Porta, venne commissionata dal procuratore Bernardo Moro assieme al rinnovato altare ai cui piedi desiderava essere sepolto. L'opera, ricordata già dal Sansovino e lodata da Zanetti come «opera rara, e preziosa», contribuì a diffondere a Venezia il gusto manieristico ma allo stesso tempo si rivela contagiata dal colorismo lagunare. Dopo la requisizione fu scelta per la Pinacoteca di Brera che nel 1814 la affidò alla chiesa della Beata Vergine del Rosario di Viggiù; considerata dispersa fino al 1962 nel 1993 venne restituita alle Pinacoteca.
Seguiva sopra la finestra della sagrestia un altro dipinto di Antonio Molinari la rappresentazione del prodigio di Soriano in cui la Madonna consegnava il ritratto di san Domenico ad un frate e l'altare di San Giuseppe con la pala della Fuga in Egitto sempre del Molinari. I due dipinti vennero probabilmente eseguiti verso il 1690 ma è attualmente impossibile una valutazione critica perché soltanto uno di questi appariva negli elenchi demaniali nel 1819 e successivamente ambedue sono andati perduti.
È da identificarsi con questo uno dei due altari trasferiti a San Pietro di Castello e ivi già menzionati dal Moschini nel 1815 ed ancora oggi esistenti. La struttura architettonica rimanda a Giuseppe Pozzo ed esiste anche un documento che lo ricorda autore di un altare al Corpus Domini. Negli inventari napoleonici risulta che la pala fosse affiancata da due statue di marmo di Carrara. Quelle ancora presenti, Osea e Isaia come li identificano i cartigli che reggono, sembrano perfettamente attinenti al tema dell'altare in quanto entrambi profetizzarono la fuga in Egitto. La composizione delle statue con la loro leggera flessione dell'anca, latorsione del volto e la resa dei panneggi simil ad altre opere di fine Seicento di Enrico Merengo, fanno supporre un'attribuzione unanime all'immigrato tedesco, del resto già collaboratore del Pozzo.
Del successivo dipinto di Antonio Fumiani Transito di san Domenico ci sono pervenute soltanto le notizie delle fonti storiche. Il quadro della fine del seicento, descritto nuovamente da Zanetti nel 1771 come «la B. Vergine, che apparisce al transito di S. Domenico», probabilmente rimase nella chiesa fino alla soppressione ma non se ne ha traccia negli elenchi del materiale confiscato ed è da considerarsi perduto.
La pala del secondo altare verso l'entrata, la Madonna con i santi Domenico e Antonio di Antonio Zanchi, venne ricordata come «una delle singolari dell'autore». Rimase nei depositi demaniali fin dopo il 1859 quando fu assegnata alla chiesa di Guia Santo Stefano a Valdobbiadene. Qui fu asportata dalle truppe austriache durante il primo conflitto mondiale e da allora risulta perduta. Sopravvissuto è invece l'altare con le due statue che ne fiancheggiano la mensa, trasferito anche questo a San Pietro di Castello già prima del 1815 quando viene menzionato dal Moschini. Delle due statue allegoriche della Fede e della Meditazione è stata proposta l'attribuzione a Tommaso Rues.

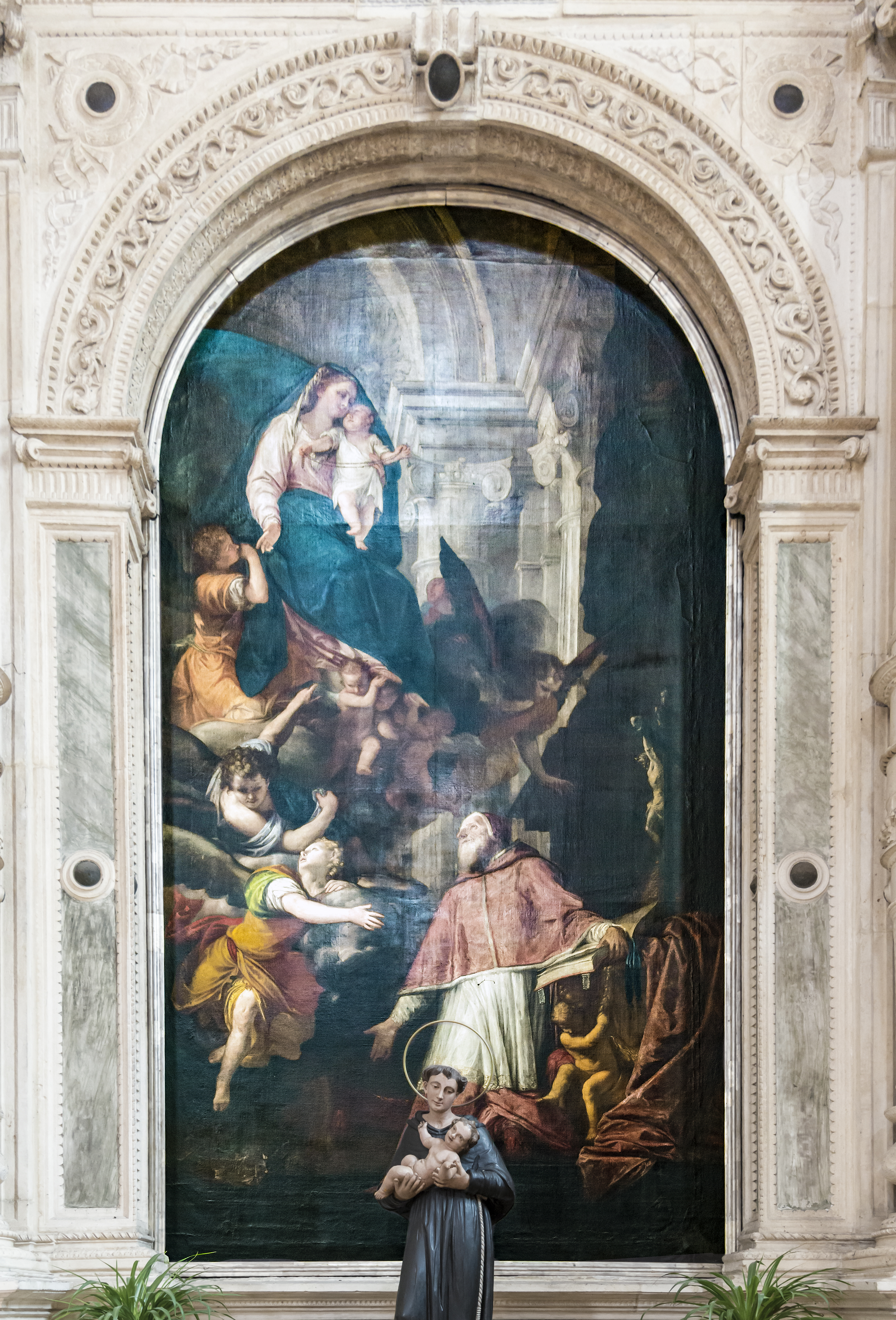
Giovanni Antonio Fumiani, La Vergine appare a san Pio V, dopo il 1674, olio su tela, 510 x 265 cm, Vicenza, Chiesa di San Lorenzo

L'altra pala di Antonio Fumiani con La Vergine appare a Pio V era sul primo altare. L'opera viene ricordata per la prima volta dallo Zanetti nel 1771 come la prima sulla parete sinistra per cui risulta probabile una sua esecuzione dopo il 1674 quando furono pubblicate le Ricche Minere del Boschini. La tela, una rara rappresentazione di questo episodio della vita del santo papa probabilmente motivata dalla sua appartenenza all'ordine domenicano, presenta una costruzione monumentale con evidenti debiti veronesiani e anche qualche influenza di Ruschi e Giordano. L'opera è omessa dagli elenchi dei demanio relativi al deposito di San Giovanni Evangelista. Tuttavia apprendiamo da documenti vicentini che il dipinto, proveniente dalle Gallerie dell'Accademia era già stato destinato a Vicenza e restaurato nel 1839 e che fu collocato sull'altare dei Gualdo a San Lorenzo nel 1843.
Accanto all'angolo sinistro verso la controfacciata era un quadro di Sebastiano RIcci San Domenico getta i libri nel fuoco i libri eretici. Il dipinto dopo il sequestro veniva giudicato bisognoso di urgente restauro ma nel 1840, ancora nel deposito di San Giovanni, era elencato tra le opere »di scarto da alienarsi», nel 1854 venne considerato «totalmente in consunzione» finché non fu acquistato nel 1868 dall'antiquario francese Ernest Bodin e se ne persero le tracce. Se ne conserva qualche testimonianaza in un'incisione della bottega di Joseph Wagner e in una copia attribuita a Gaspare Diziani nei musei civici di Feltre
Non risulta sicuramente individuata la posizione del coro in quanto appare improbabile la collocazione in controfacciata come nel tradizionale barco veneziano in controfacciata perché all'origine tagliata da troppo alte finestre e poi occupata dal monumento Gradenigo e dalla tela del Molinari. Una relazione della Direzione dipartimentale del Demenio fa pensare che circondasse l'abside recitando che «[…] intorno al detto altare [maggiore] vi sono nº: 8 ferrate corrispondenti al coro superiore, ove si senivano le Monache […]»

### Altre opere
L'opera più antica citata nelle fonti, ma non pervenutaci, era una tavola di Jacobello del Fiore, menzionata anche da Vasari nel 1568 e presente nella chiesa almeno fino al 1697

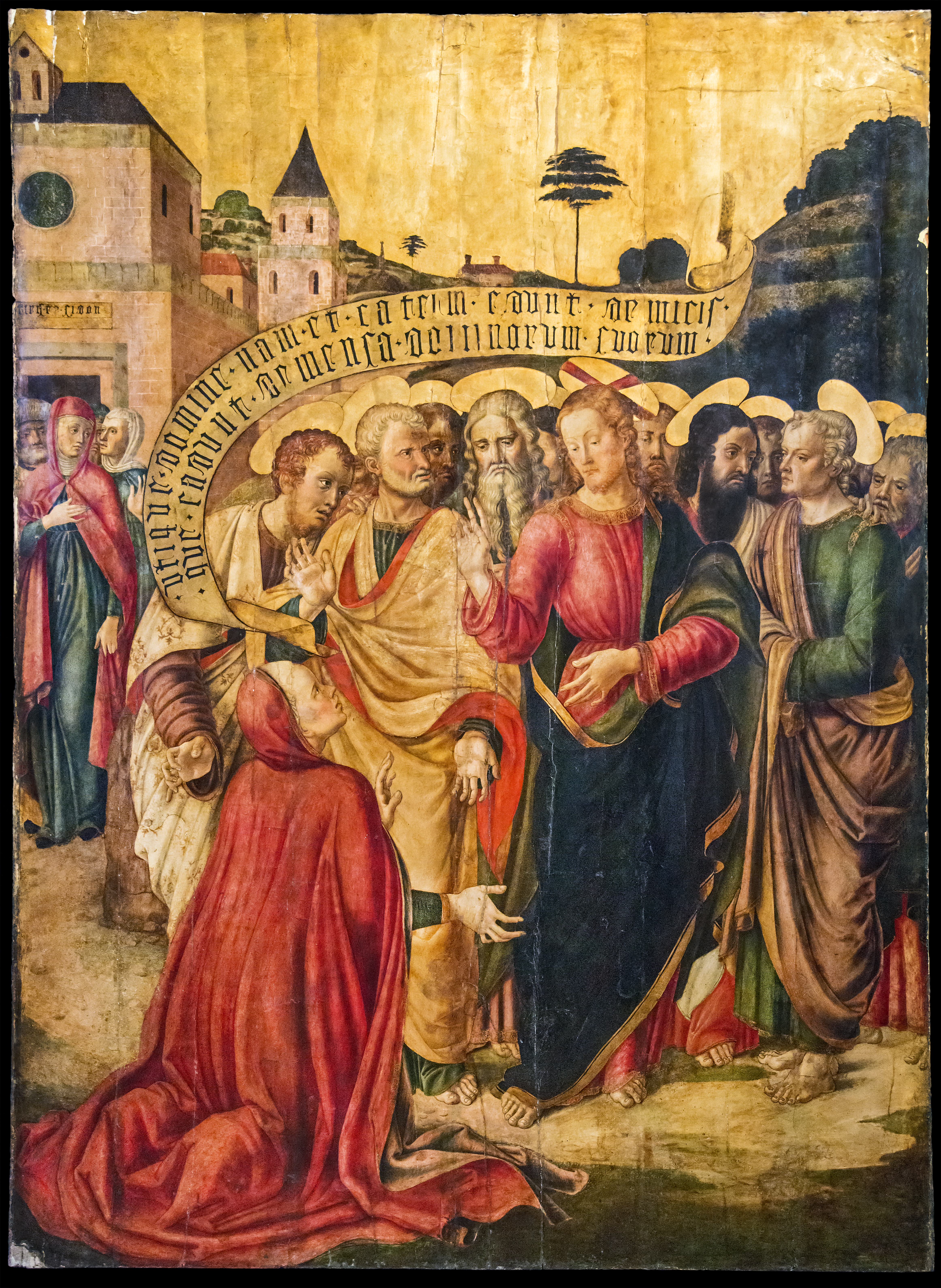
Lazzaro Bastiani, Cristo e la cananea, 1480-1490, tempera su tavola, 226x165 cm, Venezia, Gallerie dell'Accademia

Tra i 180 oggetti di vario valore sequestrati nel complesso e censiti negli elenchi demaniali si evidenziano altre interessanti opere mai nominate dalle fonti storiche in quanto collocate in aree claustrali interdette al pubblico. Fra queste vale la pena notare Cristo e la cananea e Cristo e la samaritana di Lazzaro Bastiani, confuse dall'estensore dell'elenco con le opere del medesimo soggetto di Bartolomeo Scaligero. Con questa errata attribuzione vennero inviate all'accademia di Vienna, Soltanto dopo la restituzione del 1919 alle gallerie veneziane le attribuzioni più aggiornate le avvicinarono al Bastiani ipotizzando una loro esecuzione tra il 1480 e il 1490. 

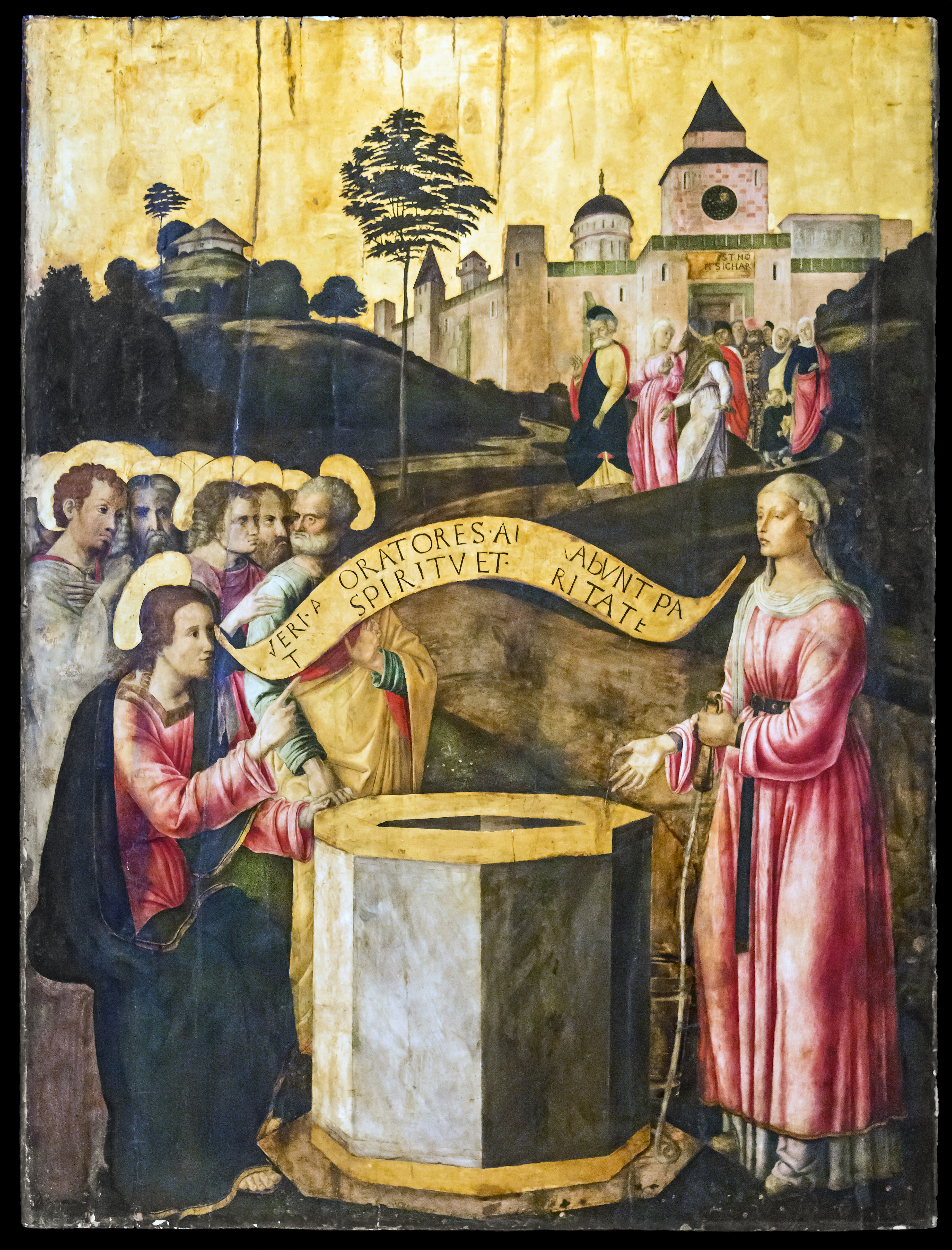
Lazzaro Bastiani, Cristo e la samaritana, 1480-1490, tempera su tavola, 226x165 cm, Venezia, Gallerie dell'Accademia

Anche altre due tavole sembrano attribuibili al Bastiani si tratta di un San Girolamo nello studio e un San Martino in trono anche se si ipotizza che il pittore sia intervenuto, tra il 1470 e il 1480, su tavole più antiche per adattarle alle richieste.
L'opera più antica nota nella chiesa pervenutaci venne individuata dal Cicogna come già collocata nel coro delle monache: Si tratta del dossale policromo intagliato da Caterino Moranzone e colorato da Bartolomeo di Paolo e firmato da entrambi. L'opera (86x280 cm) e datata circa 1399-1404 è ora conservata al Museo Correr. Si tratta di un lavoro significativo dal punto di vista storico in quanto è l'unica firmata da Caterino e di lui non restano altri contratti per l'esecuzione di lavori. Il polittico presenta al centro un comparto più alto con la Presentazione al Tempio affiancato da scene riferibili in qualche modo al sacrificio eucaristico: il Miracolo dell'ostia con san Pietro martire, la Moltiplicazione dei pani e dei pesci, la Cene in Emmaus, la Chiamata dei santi Pietro e Andrea, la Parabola della zizzania del campo, il Miracolo dell'asina davanti all'ostia con sant'Antonio, la Raccolta della manna, la Visita degli angeli ad Abramo, il Sacrificio dell'agnello pasquale, il Sacrificio di Isacco, Caino e Abele, e Daniel nella fossa dei leoni. Anne Markham Schulz ha suggerito che lo schema iconografico sia stato concepito proprio dal teologo Giovanni Dominici in una funzione sacramentale, contemplativa e didattica.

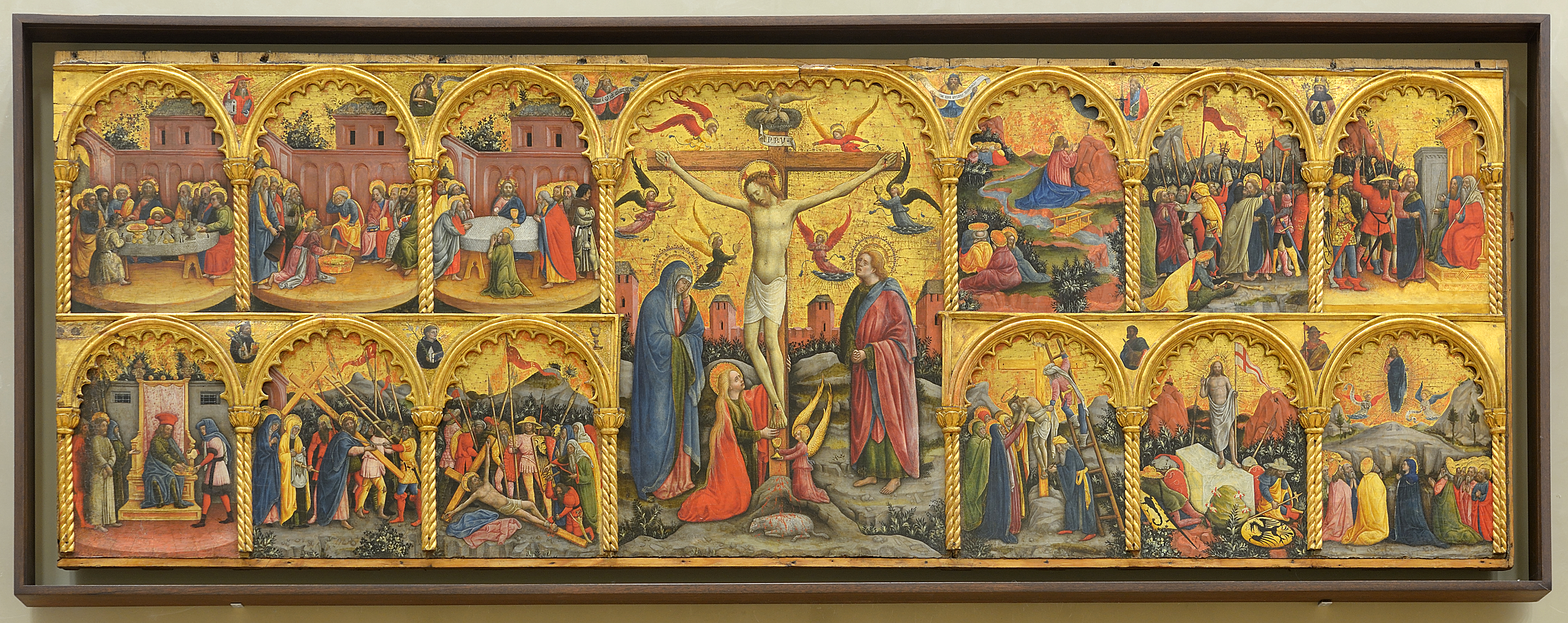
Antonio Vivarini, Polittico della Passione, 1430-1435, tempera su tavola, 66,5x205 cm, Venezia, Ca' d'Oro

Particolarmente pregiato è il Polittico della Passione di Cristo attribuito a Antonio Vivarini, ora conservato nella Galleria Giorgio Franchetti alla Ca' d'Oro. L'opera del 1430-1435 presenta nella parte centrale la Crocifissione con i dolenti affiancata da dodici episodi relativi alla passione, dall'Ultima Cena all'Ascensione, disposti su due ordini. Nei pennacchi degli archetti che dividono le scene sono effigiati santi e profeti.
Restano anonime le quattro tavole della metà del Quattrocento, forse parti di uno più polittici smembrati, che rappresentano Abramo, la Santissima Trinità in gloria, la Pentecoste e Mosè riceve le tavole della legge. Anche questi furono inviati a Vienna nel 1838 e restituiti nel 1919. Assegnati alle Gallerie dell'Accademia furono collocate nel Museo del vetro di Murano per tornare poi nei depositi dell'Accademia nel 1999.
Due portelle d'organo di bottega palmesca della fine dl XVI secolo con Maria e Giovanni dolenti pare siano state spostate con lo strumento dalla Scuola dei Nobili alla chiesa nel 1784, fatto che ne ha impedito qualsiasi pubblicazione precedente. Dopo la soppressione furono assegnata nel 1840 alla parrocchiale di Campocroce, nel 1995 vennero ritirate e consegnate al Patriarcato.
Forse all'interno del convento era la tela tardo-seicentesca del Sacrificio di Noè, dibattuta tra Luca Giordano, Antonio Molinari e Pietro Negri. Dopo la soppressione finì, in data imprecisata, al Santuario della Beata Vergine delle Cendrole dove ancora si trova a fianco dell'altare maggiore.